# برستون جاكسون
برستون جاكسون (بالإنجليزية: Preston Jackson)‏ هو عازف جاز أمريكي، ولد في 3 يناير 1902 في نيو أورلينز في الولايات المتحدة، وتوفي في 12 نوفمبر 1983 في بليثفيل في الولايات المتحدة.

## وصلات خارجية
- برستون جاكسون على موقع ميوزك برينز (الإنجليزية)
- برستون جاكسون على موقع أول ميوزيك (الإنجليزية)
- برستون جاكسون على موقع ديسكوغز (الإنجليزية)